# 心叶野海棠
心叶野海棠（学名：Bredia esquirolii var. cordata）为野牡丹科野海棠属下的一个变种。

## 扩展阅读
- 維基物種上的相關：心叶野海棠